# Centre directionnel de Besançon
Le centre directionnel de Besançon, parfois appelé plan Rotival, est un projet d'urbanisme jamais concrétisé, pensé par Maurice Rotival en 1969.

## Contexte
Alors qu'elle n'est peuplée que de 63 508 habitants en 1946, la ville de Besançon atteint 95 642 habitants, en 1962. Elle est alors, après Grenoble, la ville française ayant la plus importante croissance démographique.
En 1968, la Délégation interministérielle à l'aménagement du territoire et à l'attractivité régionale (DATAR) et le Centre d’études économiques de Franche-Comté (CEEFC) estiment tous deux que la population bisontine atteindra les 230 000 habitants en 1985. Selon la DATAR Besançon atteindra les 400 000 habitants pour l'an 2000,,

## Projet
Conçu en 1969 par l'urbaniste parisien Maurice Rotival,secondé de son associé Paul Lacroix le plan prévoit la création d'un nouveau centre-ville à la gare Viotte, au croisement de voies rapides traversants Besançon du nord au sud ainsi que d'est en ouest,
D'une superficie de 300m2, le centre directionnel comprendrait une nouvelle gare, des administrations, des bureaux, des commerces, un important parking ainsi qu'un hôtel et un héliport.

## Critiques et abandon
Dans son numéro 219 du 1er avril 1972, Le Télégramme de Franche-Comté publie un article canular nommé Révélation sensationnelle. Il y explique que, dans le cadre du projet, le Doubs sera asséché afin de permettre la construction d'un axe routier,.
Le projet est abandonné au milieu des années 1970. Pour l'historien Claude Fohlen ce projet est « un symbole de l'optimisme de l'Occident » caractéristique de cette époque et « d'un Besançon à la croisée des routes européennes ».